# Carlo Montano
Carlo Montano (* 25. September 1952 in Livorno) ist ein ehemaliger italienischer Fechter.

## Erfolge
Carlo Montano nahm an den Olympischen Spielen 1972 in München teil, wo er mit der Florettmannschaft nach der ersten Runde ausschied. 1976 gewann er in Montreal mit der Mannschaft die Silbermedaille. Nach drei Siegen in der ersten Runde und Erfolgen über die Vereinigten Staaten und Frankreich traf die italienische Equipe auf Deutschland, dessen Mannschaft das Gefecht mit 9:6 gewann. Im Einzel belegte er den 26. Rang. Bei Weltmeisterschaften wurde er viermal Vizeweltmeister, davon dreimal mit der Mannschaft sowie 1974 im Einzel. Hinzu kamen drei Bronzemedaillen.

## Leben
Er kommt aus einer großen Fechterfamilie, außer ihm selbst alles Säbelfechter. Sein Onkel war Aldo Montano (Silbermedaille Olympia 1936 und 1948, Weltmeister 1938), sein Cousin ist Mario Aldo Montano (Olympiasieger 1972 sowie Silbermedaille 1976 und 1980, Weltmeister 1973 und 1974), seine Brüder sind Tommaso Montano (Silbermedaille Olympia 1976) und Mario Tullio Montano (Olympiasieger 1972 und Silbermedaille 1976). Sein Neffe Aldo Montano (Olympiasieger 2004, Weltmeister 2011) war ebenfalls Fechter.